# Squamocoris arizonae
Squamocoris arizonae är en insektsart som beskrevs av Knight 1968. Squamocoris arizonae ingår i släktet Squamocoris och familjen ängsskinnbaggar. Inga underarter finns listade i Catalogue of Life.